# 清本玲奈
清本 玲奈（きよもと れな、1994年10月7日 - ）は、日本のストリッパー、AV女優。マインズに所属していた。

## 経歴
2016年4月11日、新宿ニューアートでストリップデビュー。
2016年9月にSODクリエイトからAVデビュー。
2020年5月22日、6月末をもって現役引退を発表。

## 作品

### アダルトビデオ
2016年
- コイに恋する○○女子！！まどかちゃんが華麗なる大転身！？ 超清楚系変態女優 清本玲奈 Debut ハメ潮吹きまくり◆乱れまくり◆超敏感BODY開発（9月8日、SODクリエイト）
- 清本玲奈は2時間20分ぶっ続けのSEXで何回イケるか？（10月6日、SODクリエイト）
- 一流ダンサーを夢見る素人美少女はイラマチオ大好きな極吸いお口マ●コ！！（11月25日、QUEEN）
- 私、鉄板に出演してみたいです。（12月6日、TEPPAN）
- 軟派即日セックス Rさん（21歳）歯科助手（12月9日、S級素人）
- ライブ終了後ファンのオサセバンギャをラブホに連れ込みマッサージで感じさせ中出しSEX！（12月19日、マッサGoGo！！/妄想族）他出演:藍奈みずき、はるのるみ
- 貴女のフェラチオの真髄を教えてください。十人十色のフェラ女神たち（12月22日、AKNR）他出演:かなで自由、並木杏梨、桜木優希音、日比乃さとみ、平川莉沙、江上しほ、白桃心奈、涼宮琴音、早川瑞希
- 『ノー』と言えないヅマヒト急増中。ヤレる人妻ハンティング旦那に内緒で副職AV女優。人の良さそうなヤリマン奥さんをナンパ発掘→即ハメ→淫乱女優化計画（12月25日、ピンクジャンキー）
- 細身だけどとってもナイスボディ！ご奉仕大好き 中年男＆生ハメOKの女子大生（12月25日、KING）

2017年
- マジックミラー号 紅葉シーズン真っ只中！山ガールファッションに身を包んだ女子大生は大自然に囲まれると気分も尻も軽くなる！？山での開放的なオイルマッサージでいつもの何倍も気持ち良くなったユルユルま○こに寝バック挿入！！（1月6日、SODクリエイト）
- 人生最大のピンチ！ 突然のハプニングで建物内を全裸徘徊しなければならなくなった美女（1月19日、AKNR）他出演:長谷川夏樹、相澤ゆりな
- TEPPAN BEST HITS 2016（2月1日、TEPPAN）他出演:跡美しゅり、尾上若葉、涼川絢音、他
- 予備校に通う地味でマジメな女子高生をレ●プしながら全身を媚薬漬けにしたら、こっちが引くほど痙攣・潮＆泡吹き・失神しまくった！4（2月2日、サディスティックヴィレッジ）他出演:さくらみゆき、他
- 秋葉原でこっそり営業するJKリフレ店で検証！添い寝リフレでバイトするエロ行為絶対禁止の女子校生でも2人っきりの密室で素股を仕掛けたら中出しセックスまでできる説（2月7日、DEEP'S）
- 結婚式2次会寝取りナンパカップルで参加していた泥酔美女を彼氏の目の前でラブホ持ち帰りしたパーティー記録映像（2月7日、ナンパJAPAN）他出演:河北はるな
- ガチナンパ！優しいラブ感で悩める男子のHサポートしてくれる素人女子の新鮮エロSEX！（2月15日、ピーターズ）他出演:他
- 相手の気持が一番大切です！男女混合の全裸実習にて、被介護者の羞恥心を身をもって学ぶ 卒業時共通試験の合格率が異常に高い介護専門学校（2月16日、サディスティックヴィレッジ）他出演:さくらみゆき、北川ゆず
- ブルマ穿いてるから全然恥ずかしくないもんね。もっと見る？3 女子校生（友達の妹）のパンチラが見えたと思ったら、スカートの下はパンチラ防止のブルマだったけど、ブルマ好きな僕は逆に大興奮してしまった。（2月16日、SWITCH）共演:篠崎みお、稲村ひかり
- モニタリング ハーレムSP Hな事に興味アリ女子グループ×草食系男子 普段男性と接する機会のない女子大に通う女子大生に「女性コンプレックス改善のお手伝いしてくれませんか？」と声をかけ 敏感早漏爆発勃起チ○ポを見せつけたら…（2月16日、SODクリエイト）他出演:他
- 恥じらいも理性も飛んじゃうくらいの愛情SEX（3月1日、S-Cute PREMIERE）他出演:新井梓、玉城マイ、佐野あおい、川崎亜里沙、尾上若葉
- 相席居酒屋でナンパした仲良し2人組をお持ち帰り。コソコソHしていると隣の部屋にいるガードの堅い女友達はヤラせてくれるか 其の14（3月1日、変態紳士倶楽部）他出演:斉藤みゆ、他
- オンナの射精！潮噴き激昇天性交 3（3月2日、TEPPAN）他出演:なつめ愛莉、月島ななこ、あやね遥菜、他
- 従兄ちゃん、そんなに見つめてきてどうしたの？ JKに成長した従姉妹たちが無邪気に従兄ちゃん大好きと迫ってきて、一緒にお風呂に入ろと誘われて入ったら、もちろん勃起。ついつい我慢できずに抱きしめた。（3月2日、SWITCH）共演:涼海みさ、稲村ひかり
- レズビアンカフェへようこそ レズ調教された2人のアルバイト女子大生（3月7日、ビビアン）共演:篠崎みお、あやね遥菜
- 素人女子大生限定！パンティー素股でカチカチチンポがアソコに擦れて赤面発情！クロッチは恥ずかし汁まみれ！そのまま生で擦り合わせて、ヌルヌルワレメに結局つるんっと入って生中出し!!5〜連続中出し子宮ザーメンまみれ編〜（3月10日、S級素人）
- 1人カラオケ店の個室で痙攣絶頂して何度もイキ果てる丸の内OLオナニー盗撮（3月7日、変態紳士倶楽部）他出演:青葉優香、野々宮みさと、心花ゆら
- エロいJK濃密SEX　れな（3月14日、無垢）
- マジックミラーの向こうには厳しい上司！下着メーカー美人女子社員と同僚がセクシーランジェリーでエッチなゲームにチャレンジ！エロすぎランジェリーに興奮しまくる同僚のガン反りチ○ポに美人社員はうっとり発情！？（3月17日、明鏡止水）他出演:他
- 極太デカバイブ付きおたまでエロくじ引き！指令クリアで賞金GET！！（3月17日、ULTRA）他出演:桜咲姫莉、安室サリー
- 痴漢ビデオレター（3月18日、ナチュラルハイ）他出演:若菜奈央、葵千恵
- 官能オイル激揉み絶頂マッサージ（3月20日、マッサGoGo！！/妄想族）他出演:広瀬うみ、尾上若葉、あやね遥菜、宮崎あや、他
- 完璧な性奴隷 10（3月31日、マッド（月））共演:愛華みれい
- シロウトTV×PRESTIGE PREMIUM 26（3月31日、シロウトTV）他出演:星乃ゆづき、熊倉しょうこ、加藤えま、岸田歩美
- 私、先生のペット（性玩具）になるの？ 家庭教師の僕が出会った今どき珍しいピュアで無垢な女子校生の教え子を、欲望のままに拘束しオナペットにして楽しんでいます。（4月6日、SWITCH）共演:篠崎みお、あけみみう
- 清本玲奈に酒を飲ませてみたらとんでもないことになった！（4月14日、真実）
- ヒロイン凌辱Vol.97 美少女愛戦士セーラーエルメス 清本玲奈（4月14日、GIGA）
- 「酔いつぶれた人妻同僚の無防備パンチラでせんずりしていたのがバレて怒られると思ったらヤられた」VOL.1（4月20日、DANDY） 他出演:吉川あいみ

♪アモーレ♪メルピュア ～背徳の魔装堕ち～（4月28日、GIGA）共演:明海こう
- 無垢ナ女子校生限定ソープランド 一生懸命ご奉仕してくれる延長必至のJKソープ。中出しオプション付き 超敏感イキまくり絶頂スペシャル（5月1日、無垢）
- クラスメイトのニーハイ太ももがおいしそうなうえに、チラッと見えたスカートの中はなんとTバック！ ニーハイTバック女子校生の甘い吐息を聞きながら包み込まれました。（5月3日、SWITCH）共演:篠崎みお、明海こう
- これぞ興奮の真骨頂!バレないように彼女の親友とこっそりヤル！13（5月18日、アキノリ） 他出演:江上しほ、福咲れん
- 噂の検証！！まんハメ検証団×PRESTIGE PREMIUM 03（5月19日、PRESTIGE PREMIUM）他出演:あけみみう
- 思わず笑みがこぼれるラブラブエッチ（6月1日、S-Cute PREMIERE）他出演:渋谷ありす、藤川れいな、さくらみゆき、美咲あや、咲乃柑菜
- 地方出張の楽しみは仕事終わりのマッサージ！今回訪れたマッサージ店で現れたのはシングルマザー巨乳マッサージ師！男と別れた事を愚痴りながら、おっぱいを押しつけてきて欲求不満を超アピール！（6月15日、SOSORU×GARCON）他出演:成海さやか、西尾れむ
- マッサージで発情した美女たちが懇願する中出しセックス 実録（6月19日、マッサGoGo！！/妄想族）他出演:広瀬うみ、生駒はるな、蓮実クレア、神ユキ、宮崎あや、跡美しゅり、篠宮ゆり、はるのるみ、他
- 変態人妻倶楽部 vol.01（6月30日、マッド（霧））他出演:あけみみう、しほのちさ
- 全裸訪問介護士ハーレム中出しスペシャル（7月14日、BAZOOKA）他出演:川菜美鈴、吹石れな、森沢かな
- パンツ見せつけ女子校生に我慢できず手を出したら、家族にこっそり隠れながらエッチを求めてくるので困ったけど、ヤッた。（7月6日、SWITCH）共演:涼海みさ、篠崎みお
- 濡れてテカってピッタリ密着神スク水 新型スク水着用水着メーカー a●ena F●LA F●OTM●RK N●KE スレンダー美少女清本玲奈（7月20日、親父の個撮）
- 都内お嬢様女子校の田舎で行われた水泳部合宿に潜入！きらめく青空の下でたっぷりとナマ中出しレ○プ！ウブで新品同様のオマ○コをコンクリ破砕ドリルバイブでトドメ刺しアクメ！（8月1日、サディスティックヴィレッジ）他出演:涼海みさ、咲坂花恋、天野美優、新垣智江

### イメージDVD
- Rena Too shy shy girl！！（11月3日、グラッツコーポレーション）

### VR
2017年
- ベロチュウデリヘル 本番オプション有 清本玲奈（6月16日、KMP）
- attention, please 美少女CAと機内で中出しSEX～本日はご搭乗頂きありがとうございます!!　私清本が貴方を楽園までお届けします～（6月20日、KMP）
- CAれなちゃんのたっぷりご奉仕サービス～機長　わたしがいーーっぱい癒してあげますね～（6月20日、KMP）
- 夢の一夫多妻制！！4人のドスケベ妻とハーレム中出しセックス！ 川菜美鈴 吹石れな 森沢かな 清本玲奈（6月20日、KMP）共演:川菜美鈴、吹石れな、森沢かな
- 夢のオナクラ！！スケベな牝たちがヨダレだらだらで挑発、オマ●コ開帳オナニー！！ 川菜美鈴 吹石れな 森沢かな 清本玲奈（6月20日、KMP）共演:川菜美鈴、吹石れな、森沢かな

## 出演

### テレビ番組
- 男のザップ 生イキ! ジャンポケクルーズ（2016年11月10日、BSスカパー!）共演:ジャングルポケット、道重恋、藍奈みずき
- 軟体美乳ガールズ 好色サーカス団（2018年6月15日、パラダイスTV）[3]